# 睡鼠
睡鼠（学名：Glis glis）是啮齿目睡鼠科的一个种，是睡鼠属（Glis）唯一的一种，广泛分布于欧洲和西亚地区。也是冬眠時間最長的動物。

## 简介
啮齿目睡鼠科的通称。因有冬眠习性而得名。体型皆小，外形似鼠，而多数种类的尾却很像松鼠；身体被覆厚而密的软毛；尾长，多被以长毛；头骨的听泡膨大，内部被骨质膜分隔成几个室；具20枚牙齿，每颗臼齿的咀嚼面均具有几列横向的珐琅质齿脊；没有盲肠。共7属15种，分布于欧、亚、非洲。东亚有2属2种：即睡鼠和四川毛尾睡鼠。睡鼠别名林睡鼠，体长8.5～12厘米，体型与姬鼠类相近；耳壳略短圆；尾长7.5～11.5厘米，尾轴覆以鼠灰或深灰褐色密毛，尾侧毛较长，向两侧生长；头部两侧从耳基部经眼到鼻各有1条黑色毛斑，体背和头顶的毛从黄褐色、赤褐色至暗褐色，体侧毛色略灰，腹部毛色乳黄。分布很广，从意大利和瑞士向东一直延伸到东突厥斯坦和蒙古等地。 
睡鼠体型中等。体长85-120mm，尾长60-113mm。仅重30–100克体背面赤褐色或灰褐色带黄色。体腹面灰白色、污白色、浅黄或白色略带浅黄色。体侧面毛色界线分明，尾扁而蓬松，尾污灰，较体背面略暗。尾端稍带白色，足白色，眼眶黑色。分布于新疆北部山区（阿勒泰、霍城、精河、玛纳斯、呼图壁、昌吉、博格多山、尼勒克、塔城）。主要生活于海拔3500m以上的混交林和阔叶林以及沟谷灌木丛中。在伊犁的霍城也进入果园。在尼勒克的标本采自低山区中无林也无灌木的岩石坡上。主要营树栖生活。以果实、种子、茎叶、嫩枝和芽为食，也食昆虫和鸟卵。黄昏和夜间活动。在树上营巢，巢呈球形，离地表0.25-12m。5-8月繁殖，通常每年1-2胎，以1胎居多，每胎3-7仔，以3-4仔居多。有冬眠现象。